# BART
El BART (siglas en inglés de Bay Area Rapid Transit, "Transporte Rápido del Área de la Bahía") es un sistema de transporte metropolitano que sirve a varios distritos del Área de la Bahía de San Francisco en California, incluyendo las ciudades de San Francisco, San José, Milpitas, Oakland, South San Francisco, San Bruno, Millbrae, Berkeley, Daly City, Richmond, Fremont, Hayward, Union City, Walnut Creek, y Concord. También sirve al Aeropuerto Internacional de San Francisco y, mediante una línea TPG Oakland Airport Connector, al Aeropuerto  de Oakland de la Bahía de San Francisco. Es administrado por el Distrito de Transporte Rápido del Área de la Bahía (BARTD).
El acrónimo se pronuncia como una sola palabra, no como letras individuales, y en español se le conoce como El BART.

## Líneas del BART
Hay seis líneas del BART. Cuatro viajan de los suburbios del Este de la Bahía a los centros de trabajo en San Francisco, una entre Richmond y Fremont y la otra línea sirve al Aeropuerto de Oakland de la Bahía de San Francisco.
- Richmond–Warm Springs/South Fremont
- Richmond–Daly City/Millbrae
- Antioch–SFO/Millbrae
- Dublin/Pleasanton–Daly City
- Warm Springs/South Fremont–Daly City
- Coliseum–Oakland International Airport

## Detalles del sistema del BART

### Tipo de trenes en uso

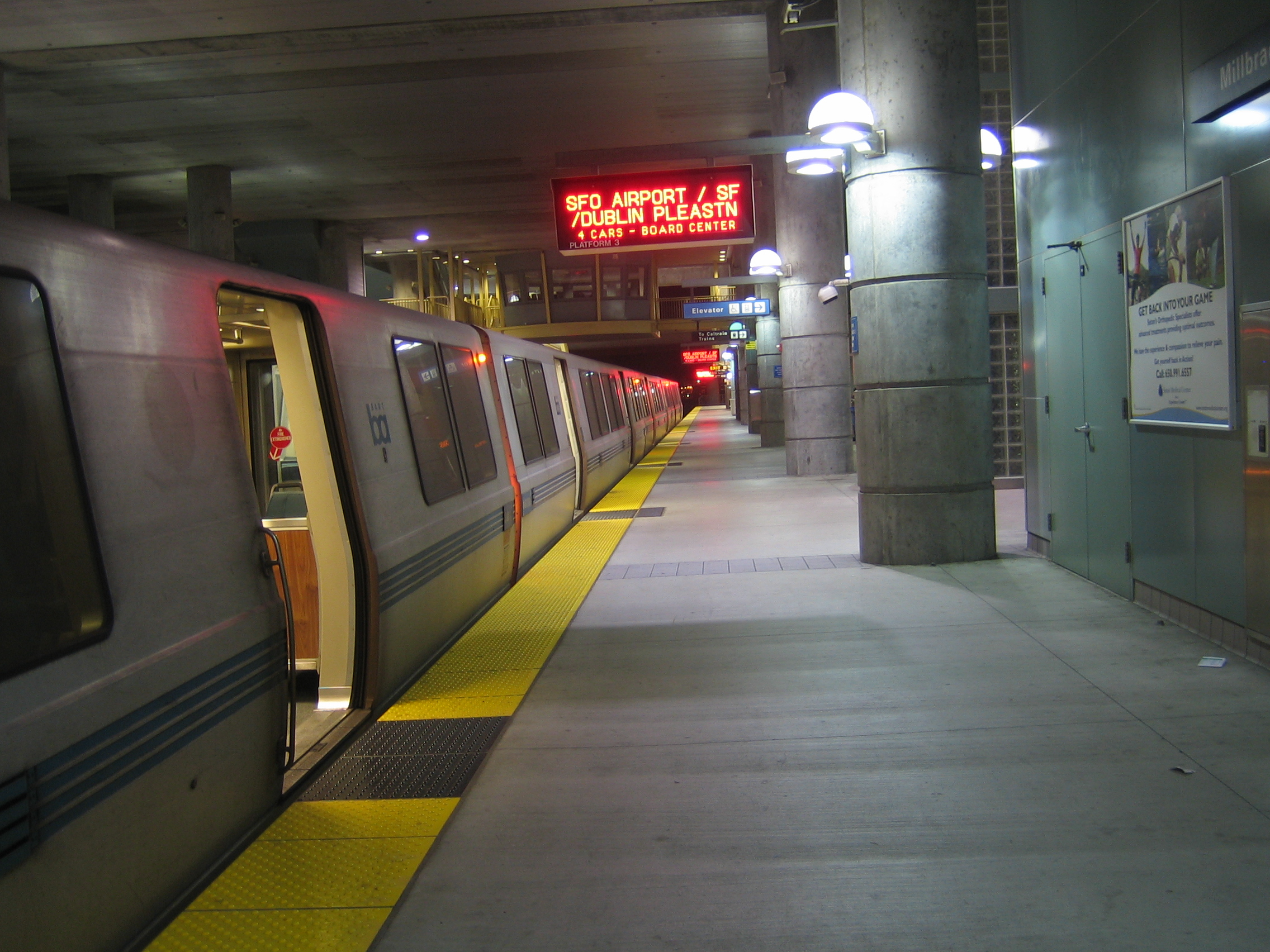
Tren de BART en la Estación Millbrae.

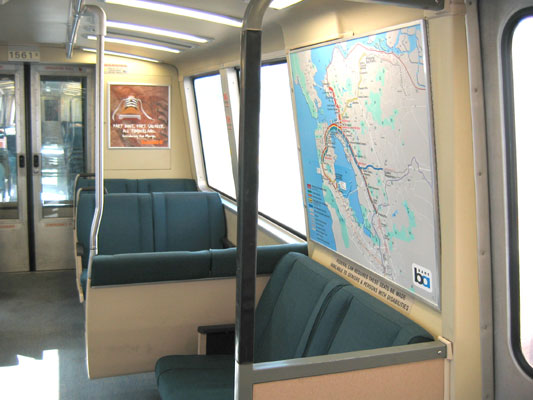
Los trenes del BART son cómodos, con alfombra y asientos mullidos.

- Clase A
- Clase B
- Clase C
- Clase C2

### Coste y presupuesto
El costo inicial del BART fue 1600 millones de dólares (EE. UU.) que incluye el sistema básico y el Tubo Transbahía. Considerando la inflación, esto sería valorado en unos 15.000 millones de dólares en el año 2004.[cita requerida]

### Tarifas
Las tarifas del BART son comparables a las de otros sistemas de ferrocarril en la zona, aunque son más elevadas que la de la mayoría de los metros, especialmente para los recorridos largos. La tarifa se basa en una fórmula que toma en cuenta la distancia y rapidez del viaje.

### El sistema automatizado
El BART fue el primer sistema de los EE. UU. en tener operaciones automatizadas. Los trenes cuentan con equipos informáticos conectados con el Centro de Control de Operaciones del BART (OCC), los "cuarteles BART", ubicados en la estación de Lake Merritt. Los operadores controlan la operación del sistema: anuncios por megafonía, cierre de puertas y operación del tren en caso de imprevistos.

## BART comparado con otros servicios de tránsito ferroviario
Como en la mayoría de los sistemas de transporte de los últimos años del siglo XX, el objetivo principal del BART fue de conectar los suburbios con centros de empleo en el centro de Oakland y San Francisco, siguiendo las rutas principales ya establecidas por el sistema de autopistas de la región.

## Servicios de ferrocarril y autobús
BART tiene conexiones directas a dos servicios regionales de ferrocarril: el Caltrain (que provee servicio entre San Francisco, San José, y Gilroy) en la estación de Milbrae, y los trenes de Amtrak Capitol Corridor (Corredor Capitalino), que van desde San José a Sacramento, en las estaciones de Richmond y Coliseum/San Francisco Bay Oakland Airport (Coliseo/Aeropuerto de Oakland). Una conexión en la estación de Union City está bajo estudio.

## Historia del BART

### Orígenes y planificación
Debido a la gran congestión en la región provocada por la inmigración que hubo tras la Segunda Guerra Mundial, los linderes del Área de la Bahía propusieron un sistema de transporte de alta velocidad en 1946. Pese a esta alternativa, el Ejército y la marina informaron que sería necesaria la construcción de otro cruzamiento transbahía para aliviar la congestión en el Puente de la Bahía Oakland-San Francisco. Se planteó la idea de un tubo subacuático electrificado, primeramente propuesto en los años 1900 por Francis «Borax» Smith del Key System. Finalmente, se determinó como la mejor solución junto con un sistema de ferrocarriles de tránsito rápido entre múltiples condados.

### La extensión al Aeropuerto Internacional de San Francisco
En el 2002 se inauguró la conexión desde Daly City hasta el Aeropuerto Internacional de San Francisco (SFO), con nuevas estaciones en Colma (que abrió en 1998), South San Francisco, San Bruno, SFO, y una estación intermodal en Millbrae con conexión directo al Caltrain.

### Extensión a Warm Springs
Una extensión del BART de 5,4 millas al sur, pasado Fremont al distrito del Warm Springs en Fremont sureño, con una estación adicional opcional en Irvington entre las estaciones de Fremont y Warm Springs. Comenzó el servicio en marzo de 2017.

### Conector al Aeropuerto de Oakland
Un People Mover (transporte de gente) en servicio como una nueva línea de ferrocarriles elevados arriba de la Avenida Hegenburger hasta las 2 terminales del Aeropuerto de Oakland de la Bahía de San Francisco. Este proyecto lleva el nombre de "Oakland Airport Connector" (Conector del Aeropuerto de Oakland). Comenzó el servicio en noviembre de 2014.

### eBART
Es un servicio de ferrocarriles que conecta con la terminal del BART en Pittsburg/Bay Point por la dirección de la Ruta Estatal 4 por las ciudades/comunidades de Pittsburg, Antioch, Oakley, Brentwood, y hasta Byron/Discovery Bay, con posibles alargamientos hasta Stockton o Tracy en el Valle San Joaquín del Valle Central. Este servicio es similar a los servicios del Caltrain y Altamont Commuter Express. Comenzó el servicio de la primera etapa a Antioch en mayo de 2018.

### Década del 2020
Una investigación demostró que múltiples empleados marcan el reloj de entrada y se ausentan hasta el final del día.

## Expansión y extensiones del sistema

### Corredor I-580/Tri-Valley
Similar al «eBART» este servicio iría desde la estación Walnut Creek por la Interestatal 680 por San Ramón, Danville y conectando con la estación Dublin/Pleasanton y seguiría por la Interestatal 580 pasado esa terminal hasta Vasco Road (Camino Vasco) en Livermore y Conectaría con el Altamont Commuter Express y tal vez seguiría hasta Tracy.

### Corredor I-80/West contra costa
Similar a eBART se ha propuesto un servicio desde la estación del BART y Amtrak a Hercules o tal vez más lejos, a Fairfield en el Condado de Solano.

### Estaciones propuestas
Se han propuesto varias estaciones en las líneas del camino ya existentes.
- Jack London Square (Plaza Jack London): entre West Oakland and 12th Street/Oakland City Center y Lake Merritt, se hizo un estudio y se decidió que sería caro y perjudicial poner la estación en un lugar cerca de la Plaza Central.

- 30th Street Mission (La 30): Esta estación está bajo estudio entre las estaciones de 24th Street Mission (La 24) y Glen Park (Parque Glen) para servir mejor a las comunidades de Lower Mission (Misión Baja) y Bernal Heights (Los Altos de Bernal) en el distrito de la Misión en San Francisco. Esta estación se está considerando muy seriamente por lo que estaría entre las dos estaciones más lejanas en la ciudad.

- West Dublin/Pleasanton (Dublin/Pleasanton Occidental): Entre las estaciones de Dublin/Pleasanton y Castro Valley al otro lado de la calle del Stoneridge Mall. Abrió en el 2011.

- Irvington: Entre Fremont y Warm Springs/South Fremont. Una estación planeada.

## Premios
En el año 2005 BART ganó el premio Best Transit System in America (Mejor sistema de tránsito en América (Los Estados Unidos)) por su excelente servicio.

## Otros Servicios
BART conecta con el Caltrain en la estación Milbrae y el Capitol Corridor en Richmond y Coliseum.

## Modernización
Desde mediados de la década de los 90, se inició una renovación de los trenes de BART, comenzando por los asientos de color castaño ya muy desgastados por el uso. Los nuevos asientos, de color celeste, son recambiables para su lavado o su reemplazo. Asimismo, se está procediendo a la renovación de las estaciones, con nuevos suelos en los andenes y nuevos paneles de información eléctricos que indican el destino de los trenes.